# Чемпіон (нафтогазоконденсатне родовище)
Чемпіон — нафтогазоконденсатне родовище в Південно-Китайському морі біля північно-західного узбережжя острова Калімантан, у секторі султанату Бруней. Розташоване в 40 км на північний захід від Бандар-Сері-Бегаван, в районі з глибинами моря від 10 до 45 метрів.

## Характеристика
Відкрите у 1970 році внаслідок буріння свердловини Champion-1. Вуглеводні залягають у широкому діапазоні глибин — від кількох сотень метрів до більш ніж 3 км, в породах від верхнього міоцену до нижінього пліоцену. Виявлено біля 900 покладів, більшість з яких має малі розміри. Колектори переважно представлені пісковиками, що утворились на морському мілководді та в умовах узбережжя і дельти. Пористість коливається від 10 % до 30 % та збільшується із наближенням до поверхні. Газ різних покладів містить від 1 % до 80 % двоокису вуглецю.
Першу платформу для розробки родовища встановили вже через два роки після відкриття. Всього ж в ході облаштування до середини 1990-х на Чемпіон встановили чотири десятки платформ та спорудили більше 280 свердловин. В 1983 році в районі свердловини Champion-7 встановили центральну установку підготовки продукції, яка також має потужності для компремування газу, нагнітання води та здійснення газліфту.
В ході оціночного та експлуатаційного буріння сталися дві серйозні аварії на свердловинах Champion-41 (1974 рік, потягнула втрату бурової установки та платформи в цілому) та Champion-141 (1979).
Газ родовища використовується як сировина для заводу Бруней ЗПГ.
Запаси Чемпіону оцінюються у 128 млн.м3 нафти, 2 млн.м3 конденсату та 2 млрд.м3 газу.